# Tweede Kamerverkiezingen 2010/Kandidatenlijst/Nieuw Nederland
Hier volgt de kandidatenlijst voor de Tweede Kamerverkiezingen 2010 van Nieuw Nederland.

## De lijst
1. Jan-Frank Koers - 1.177
2. Cora Scherp - 203
3. Henrick Fabius - 50
4. Iwanjka Geerdink - 58
5. Gérard van Elsen - 36
6. Hugo Labout - 27
7. Eric Leltz - 14
8. Christel Baijens - 24
9. Chiel Reemer - 16
10. Arthur Glorie - 18
11. Brigitte van Hengel - 24
12. Pascal Dolleman - 18
13. Els Beljaars - 15
14. Jeroen Arnts - 19
15. Wilko Jansen - 9
16. Ronald Dolleman - 7
17. Henk Fokker - 14
18. Tamara Janssen - 14
19. Otto Storm van 's Gravenzande - 7
20. Hanneke Bijl - 12
21. Ron Walter - 23
22. Richard Huisken - 27
23. Marion Louwen - 54
24. André Vredegoor - 9
25. Danny Schmitz - 24
26. Pauline Sibbel - 12
27. Jolanda Verburg - 7
28. Dick de Groot - 10
29. Martijn Brasem - 9
30. Jan Mellink - 21
31. Jenny Koers - 52

CDA · PvdA · SP · VVD · PVV · GroenLinks · ChristenUnie · D66 · PvdD · SGP · Nieuw Nederland · TON · MenS · Heel Nederland · Partij één · Lijst 17 · Piratenpartij · Lijst 19 (EPN)